# The Butterfly Effect 2
The Butterfly Effect 2 är en uppföljare till The Butterfly Effect som släpptes år 2004. Huvudrollerna spelas av Eric Lively och Erica Durance, filmen hade premiär år 2006.